# Jon Rønningen
Jon Rønningen   (Oslo, 28 de novembre de 1962) és un lluitador noruec, ja retirat, especialista en lluita grecoromana, que va competir durant les dècades de 1980 i 1990. El seu germà Lars Rønningen també fou un destacat lluitador.
El 1984 va prendre part en els Jocs Olímpics d'Estiu de Los Angeles, on fou cinquè en la prova del pes mosca del programa de lluita grecoromana. Quatre anys més tard, als Jocs de Seül, guanyà la medalla d'or en la mateixa prova. Als Jocs de Barcelona, el 1992, revalidà la medalla d'or. El 1996 disputà els seus quarts, i darrers, Jocs Olímpics.
En el seu palmarès també destaquen tres medalles al Campionat del Món de lluita, una d'or, una de plata i una de bronze entre les edicions de 1985 i 1994, així com tres medalles al Campionat d'Europa de lluita, una d'or, una de plata i una de bronze, entre les edicions de 1980 i 1996. També guanyà dotze campionats nacionals entre 1979 i 1992.
El 1985 va rebre la medalla d'or Aftenpostens, el 1988 fou escollit esportista noruec de l'any i el 1994 va ser l'abanderat durant la cerimònia inaugural dels Jocs Olímpics d'Hivern de 1994.